# Philippe Ranaivomanana
Philippe Ranaivomanana (* 12. Mai 1949 in Sarobatra; † 6. September 2022 in Antsirabe) war ein madagassischer Geistlicher und römisch-katholischer Bischof von Antsirabé.

## Leben
Philippe Ranaivomanana, Sohn eines Bauern, studierte am Philosophie und Theologie am Priesterseminar von Ambatoroka, bevor er seinen Masterabschluss in biblischer Theologie an der damaligen Universität La Miséricorde in Freiburg, Schweiz, und seinen Masterabschluss in Kommunikation in Lyon, Frankreich, erwarb. Am 16. Oktober 1977 empfing er die Priesterweihe. 
Papst Johannes Paul II. ernannte ihn am 2. Januar 1999 zum Bischof von Ihosy. Die Bischofsweihe spendete ihm der Erzbischof von Fianarantsoa, Philibert Randriambololona SJ, am 13. Mai desselben Jahres; Mitkonsekratoren waren Félix Ramananarivo MS, Bischof von Antsirabé, und Fulgence Rabeony SJ, Bischof von Toliara. Ranaivomanana leitete unter anderem die bischöfliche Kommission für soziale Kommunikation und Gesundheitspastoral. 
Papst Benedikt XVI. ernannte ihn am 13. November 2009 zum Bischof von Antsirabé im Hochland von Madagaskar. Vor allem engagierte er sich für die Bauern und deren Kultur, Gesundheitsversorgung und hochwertiger Bildung und setzte sich für die sozialer Gerechtigkeit der Hochlandbewohner ein. Er engagierte sich weiter für die Biodiversität ein und wandte sich gegen die Zerstörung der Umwelt, die die Armut der Bevölkerung verstärkt; vier Fünftel des madagassischen Waldes wurden durch Brandrodung vernichtet. Für sein Engagement wurde er mehrfach bedroht, insbesondere unter der Herrschaft des Präsidenten Didier Ratsiraka.
Philippe Ranaivomanana starb überraschend am 6. September 2022 im Alter von 73 Jahren in Antsirabe.